# Moisés P. Sánchez
Moisés P. Sánchez (* 1979 in Madrid) ist ein spanischer Jazz- und Fusionmusiker (Piano, Komposition, Arrangement) und Musikproduzent, der mit einem breiten Spektrum von Musikstilen vertraut ist und als wichtige Stimme in der europäischen Jazzszene gilt.

## Leben und Wirken
Sánchez wurde bereits im Alter von drei Jahren im Notenlesen und Anfangsgründen des Klavierspielens von seinem Vater unterrichtet. Er setzte seine Studien autodidaktisch fort, bis er im Alter von 18 Jahren am Conservatorio Profesional de Música Adolfo Salazar Ferraz begann, zeitgenössische Musik, klassische Musik und Jazz zu studieren. Parallel dazu begann er, mit dem Gitarristen Chema Vilchez und seiner Gruppe zusammenzuarbeiten und nahm an anderen Popmusikprojekten teil. Im Jahr 2000 erhielt er ein Stipendium des Berklee College of Music, wo er gebeten wurde, am Europäischen Tag der Musik mit dem Spanischen Nationalradio aufzutreten.
Sánchez brachte sein erstes für ein Quintett geschriebenes Werk „Sexteto para cinco“ zur Uraufführung und wurde Pianist im FONJAZZ (Fundación Orquesta Nacional de Jazz de España). Außerdem arbeitete er mit Javier Coble im Duo. 2002 gründete er sein eigenes Trio und gehörte zu Javier Paxariños Ensemble (Ouroboros). Als Musiker arbeitete er in der Folge mit Placido Domingo, Benny Golson, Jorge Pardo, Chuck Loeb (Silhouette), Carmen Cuesta, Tomás Merlo, Ara Malikian, Pablo Martín Caminero, Noa Lur, Leo Minax, Tuti Fernández und anderen zusammen.
Sánchez adaptierte für das Ballet Nacional de España Strawinskys Le Sacre du printemps und ein auf dem Elektra-Mythos basierendes symphonisches Werk. Er hat sechs Alben unter seinem eigenen Namen aufgenommen. Sein Album Metamorfosis (2017) gewann den Preis für das beste Jazzalbum bei den spanischen Premios MIN und bei den US Indie Acoustic Awards. Mit Unbalanced folgte ein Werk für großes Ensemble, das auf Musik von Leonard Bernstein basiert. 2020 erschien in Quintettbesetzung There’s Always Madness, gefolgt von Bach (Re)Inventions (2021) im Trio mit Pablo Martín Caminero und Pablo Martín Jones.
Als Produzent war Sánchez für internationale Künstler wie Shakira, Pitbull, Akon, Jencarlos Canela, Gente de Zona, Karen Lizarazo, Eddy Herrera, Johnny Ventura, Sergio Vargas, Fernando Villalona, Omar Enrique, Tueska, Monchy Capricho, Grupo Extra oder Mirian Cruz tätig.

## Preise und Auszeichnungen
Als Produzent erhielt Sánchez zahlreiche Auszeichnungen: Für seine Mitwirkung am Album Ahora von Eddy Herrera erhielt er 2020 einen Latin Grammy als Tontechniker; das Album, auf dem er auch vier Titel produziert hatte, wurde zudem mit dem Latin Grammy in der Kategorie „Bestes Merengue- und/oder Bachata-Album“ ausgezeichnet. Für seine Produktion des Songs „Ganas Locas“, der von Eddy Herrera und Karen Lizarazo gesungen wurde, wurde er auch mit der Latin Show, einer wichtigen Auszeichnung im kolumbianischen Musikgeschäft, ausgezeichnet. Bei den spanischen Premios El Galardón wurde er 2021 als einflussreichster Musikproduzent in der Kategorie „Internationaler Preis“ ausgezeichnet.